# Wit Studio
Wit Studio, Inc. (株式会社ウィットスタジオ Kabushiki-gaisha Witto Sutajio?, estilizado como WIT STUDIO) es un estudio de animación japonés fundado el 1 de junio de 2012 por los productores de Production I.G como una subsidiaria de IG Port. Está ubicado en Musashino, Tokio, Japón con el productor George Wada de Production I.G como presidente y Tetsuya Nakatake como productor en Production I.G, y como director del estudio. Ganó notoriedad por la producción de la adaptación al anime de la serie de manga Shingeki no Kyojin.

## Historia
Fundado el 1 de junio de 2012, el personal del departamento de producción 6 de la compañía, incluido Takeshi Wada, que se desempeñó como productor y encargado en el departamento de planificación de Production I.G.
Cuando se informó de la intención de independencia de Wada a Mikuhisa Ishikawa con el Sr. Nakatake, que en ese momento era productor en la División 6 de Production I.G, propusieron la idea de la creación del estudio, pero se agregó que se necesitaría la fortaleza física para la empresa, haciendo una inversión capital. De esta manera Wada, junto a Tetsuya Nakatake, empezaron un negocio añadiendo fondos propios. En una entrevista posterior, Wada dice: "Pude hacer algo de alta calidad en un ambiente donde podía concentrarme en la producción, y como resultado de ello, pude estar como empresa del grupo".
Wit Studio fue financiado con una inversión inicial de 30.000.000 de yenes como capital de IG Port, Wada y Nakatake, quienes están reportados para poseer 66.6%, 21.6% y 10.0% del estudio de manera equitativa, respectivamente.
Ya fundado, Wit Studio se estableció con el objetivo de ampliar el área de empresas asociadas y creadores, con el objetivo de un desarrollo de planificación atractivo y la expansión de pedidos en el negocio de producción de video orientado a la animación. En 2013, entra en la producción de anime con el primer trabajo de demanda original, Shingeki no Kyojin (進撃の巨人 Shingeki no Kyojin?), conocida en inglés como Attack on Titan, que se convierte al poco tiempo en una reconocida producción en todo el mundo. Posteriormente entra en las producciones cinematográficas con la película Hal .
El 21 de mayo de 2022, celebró su décimo aniversario con un video que incluye todas sus series y un visual con algunos de sus personajes
En mayo de 2022, Wit Studio, en asociación con Aniplex, CloverWorks y Shueisha, formaron una nueva empresa llamada JOEN. El objetivo de la empresa es facilitar la planificación y producción de series de anime para televisión, películas de anime y clips cortos.

## Producciones

### Series de televisión
| Año  | Título                             | Director(es)                  | Fecha de primera transmisión | Fecha de última transmisión | Eps. | Notas                                                                                          | Refs.                              |
| ---- | ---------------------------------- | ----------------------------- | ---------------------------- | --------------------------- | ---- | ---------------------------------------------------------------------------------------------- | ---------------------------------- |
| 2013 | Shingeki no Kyojin                 | Tetsurō Araki                 | 6 de abril de 2013           | 28 de septiembre de 2013    | 25   | Adaptación del manga escrito e ilustrado por Hajime Isayama.                                   | [ 7 ]                              |
| 2014 | Hōzuki no Reitetsu                 | Hiro Kaburaki                 | 10 de enero de 2014          | 4 de abril de 2014          | 13   | Adaptación del manga escrito e ilustrado por Natsumi Eguchi.                                   |                                    |
| 2014 | Gundam Reconguista in G            | Yoshiyuki Tomino              | 2 de octubre de 2014         | 26 de marzo de 2015         | 26   | Conmemoración del 35º Aniversario de Gundam. Coproducción junto a Sunrise.                     | [ 8 ]                              |
| 2015 | The Rolling Girls                  | Kotomi Deai                   | 10 de enero de 2015          | 28 de marzo de 2015         | 12   | Historia original.                                                                             |                                    |
| 2015 | Owari no Seraph                    | Daisuke Tokudo                | 4 de abril de 2015           | 26 de diciembre de 2015     | 24   | Adaptación del manga escrito por Takaya Kagami e ilustrado por Yamato Yamamoto                 |                                    |
| 2016 | Kōtetsujō no Kabaneri              | Tetsurō Araki                 | 8 de abril de 2016           | 30 de junio de 2016         | 12   | Historia original.                                                                             | [ 9 ]                              |
| 2017 | Shingeki no Kyojin: Season 2       | Tetsurō Araki Masashi Koizuka | 1 de abril de 2017           | 17 de junio de 2017         | 12   | Secuela de Shingeki no Kyojin.                                                                 |                                    |
| 2017 | Makeru na!! Aku no gundan!         | Takahiko Kyougoku             | 5 de abril de 2017           | 21 de junio de 2017         | 12   | Cooperación de Tatsunoko Pro.                                                                  |                                    |
| 2017 | Mahō Tsukai no Yome                | Norihiro Naganuma             | 8 de octubre de 2017         | 18 de marzo de 2018         | 24   | Adaptación del manga escrito e ilustrado por Kore Yamazaki.                                    | [ 10 ]                             |
| 2018 | Koi wa Ameagari no You ni          | Ayumu Watanabe                | 12 de enero de 2018          | 30 de marzo de 2018         | 12   | Adaptación del manga escrito e ilustrado por Jun Mayuzuki.                                     |                                    |
| 2018 | Shingeki no Kyojin: Season 3       | Tetsurō Araki Masashi Koizuka | 23 de julio de 2018          | 30 de junio de 2019         | 22   | Secuela de Shingeki no Kyojin: Season 2.                                                       |                                    |
| 2019 | Vinland Saga                       | Shuhei Yabuta                 | 7 de julio de 2019           | 29 de diciembre de 2019     | 24   | Adaptación del manga escrito e ilustrado por Makoto Yukimura.                                  | [ 11 ]                             |
| 2021 | Vivy: Fluorite Eye’s Song          | Shinpei Ezaki Yūsuke Kubo     | 3 de abril de 2021           | 19 de junio de 2021         | 13   | Historia original escrita por Tappei Nagatsuki y Eiji Umehara.                                 | [ 12 ]                             |
| 2021 | Ōsama Ranking                      | Yōsuke Hatta Makoto Fuchigami | 14 de octubre de 2021        | 24 de marzo de 2022         | 23   | Adaptación del manga escrito e ilustrado por Sōsuke Tōka.                                      | [ 13 ]                             |
| 2022 | Spy × Family                       | Kazuhiro Furuhashi            | 9 de abril de 2022           | 25 de junio de 2022         | 12   | Adaptación del manga escrito e ilustrado por Tatsuya Endō. Coproducción junto a CloverWorks.   | [ 14 ]                             |
| 2022 | Onipan!                            | Masahiko Ōta                  | 11 de abril de 2022          | 1 de julio de 2022          | 12   | Historia original.                                                                             | [ 15 ]                             |
| 2022 | Spy × Family Part 2                | Kazuhiro Furuhashi            | 1 de octubre de 2022         | 24 de diciembre de 2022     | 13   | Secuela de Spy × Family. Coproducción junto a CloverWorks.                                     | [ 16 ]                             |
| 2023 | Kizuna no Allele                   | Kenichiro Komaya              | 3 de abril de 2023           | 19 de junio de 2023         | 12   | Basada en la VTuber Kizuna AI. Coproducción junto a Signal.MD.                                 | [ 17 ] [ 18 ]                      |
| 2023 | Ōsama Ranking: Yūki no Takarabako  | Yōsuke Hatta Makoto Fuchigami | 14 de abril de 2023          | 16 de junio de 2023         | 10   | Historia paralela de Ōsama Ranking.                                                            | [ 19 ]                             |
| 2023 | Kizuna no Allele 2nd Season        | Kenichiro Komaya              | 5 de octubre de 2023         | 21 de diciembre de 2023     | 12   | Secuela de Kizuna no Allele. Coproducción junto a Signal.MD.                                   | [ 20 ]                             |
| 2023 | Spy × Family Season 2              | Kazuhiro Furuhashi            | 7 de octubre de 2023         | 23 de diciembre de 2023     | 12   | Secuela de Spy × Family Part 2. Coproducción junto a CloverWorks.                              | [ 21 ] [ 22 ]                      |
| 2024 | Suicide Squad Isekai               | Eri Osada                     | 6 de julio de 2024           | 7 de septiembre de 2024     | 10   | Basado en personajes de DC Comics.                                                             | [ 23 ] [ 24 ] [ 25 ] [ 26 ] [ 27 ] |
| 2024 | Shikanoko Nokonoko Koshitantan     | Masahiko Ōta                  | 7 de julio de 2024           | 22 de septiembre de 2024    | 12   | Adaptación del manga escrito e ilustrado por Oshioshio.                                        | [ 28 ]                             |
| 2025 | Shin Samurai-den Yaiba             | Takahiro Hasui                | 5 de abril de 2025           | —                           | —    | Segunda adaptación del manga escrito e ilustrado por Gōshō Aoyama.                             | [ 29 ] [ 30 ] [ 31 ]               |
| 2025 | Spy × Family Season 3              | Yukiko Imai                   | Octubre de 2025              | —                           | —    | Secuela de Spy × Family Season 2. Coproducción junto a CloverWorks.                            | [ 32 ]                             |
| 2026 | Honzuki no Gekokujō Season 4       | Yoshiaki Iwasaki              | Abril de 2026                | —                           | —    | Secuela de Honzuki no Gekokujō Season 3. Temporadas 1-3 producida por Ajia-do Animation Works. | [ 33 ] [ 34 ] [ 35 ] [ 36 ]        |
| —    | Shunka Shūtō Daikōsha: Haru no Mai | Ken Yamamoto                  | —                            | —                           | —    | Adaptación de las novelas ligeras escritas por Kana Akatsuki e ilustradas por Suoh.            | [ 37 ]                             |

### Películas
| Año  | Título                                                | Director(es)                  | Fecha de lanzamiento    | Duración | Notas                                                                                         | Refs.  |
| ---- | ----------------------------------------------------- | ----------------------------- | ----------------------- | -------- | --------------------------------------------------------------------------------------------- | ------ |
| 2013 | Hal                                                   | Ryōtarō Makihara              | 8 de junio de 2013      | 60m      | Historia original.                                                                            |        |
| 2014 | Shingeki no Kyojin: Guren no Yumiya                   | Tetsurō Araki                 | 22 de noviembre de 2014 | 118m     | Resumen de los episodios 1-13.                                                                |        |
| 2015 | Shingeki no Kyojin: Jiyū no Tsubasa                   | Tetsurō Araki                 | 27 de junio de 2015     | 120m     | Resumen de los episodios 14-25.                                                               |        |
| 2015 | Shisha no Teikoku                                     | Ryōtarō Makihara              | 2 de octubre de 2015    | 120m     | Parte del Proyecto Itoh                                                                       |        |
| 2016 | Kōtetsujō no Kabaneri Movie 1: Tsudō Hikari           | Tetsurō Araki                 | 31 de diciembre de 2016 | 107m     | Película recopilatoria de Kōtetsujō no Kabaneri.                                              |        |
| 2017 | Kōtetsujō no Kabaneri Movie 2: Moeru Inochi           | Tetsurō Araki                 | 7 de enero de 2017      | 103m     | Secuela de Kōtetsujō no Kabaneri Movie 1: Tsudou Hikari.                                      |        |
| 2017 | Donten ni Warau Gaiden: Ketsubetsu, Yamainu no Chikai | Tetsuya Wakano                | 2 de diciembre de 2017  | 50m      | Adaptación del manga escrito e ilustrado por Kemuri Karakara.                                 |        |
| 2018 | Shingeki no Kyojin Season 2 Movie: Kakusei no Hōkou   | Tetsurō Araki Masashi Koizuka | 13 de enero de 2018     | 121m     | Secuela de Shingeki no Kyojin: Jiyū no Tsubasa.                                               |        |
| 2018 | Donten ni Warau Gaiden: Shukumei, Soutou no Fuuma     | Tetsuya Wakano                | 9 de junio de 2018      | 60m      | Secuela de Donten ni Warau Gaiden: Ketsubetsu, Yamainu no Chikai.                             |        |
| 2018 | Pokémon: El poder de todos                            | Tetsuo Yajima                 | 13 de julio de 2018     | 100m     | Historia original de Pokémon. Coproducción junto a OLM, Inc.                                  |        |
| 2018 | Donten ni Warau Gaiden: Ōka, Tenbou no Kakehashi      | Tetsuya Wakano                | 1 de septiembre de 2018 | 57m      | Secuela de Donten ni Warau Gaiden: Shukumei, Soutou no Fuuma.                                 |        |
| 2019 | Hello WeGo!                                           | Ryōji Masuyama                | 9 de marzo de 2019      | 23m      | Historia original.                                                                            |        |
| 2019 | Kōtetsujō no Kabaneri Movie 3: Unato Kessen           | Tetsurō Araki                 | 10 de mayo de 2019      | 82m      | Secuela de Kōtetsujō no Kabaneri.                                                             |        |
| 2020 | Shingeki no Kyojin: Chronicle                         | Tetsurō Araki Masashi Koizuka | 17 de julio de 2020     | 122m     | Película recopilatoria de los 59 episodios del anime desde la primera a la tercera temporada. |        |
| 2022 | Bubble                                                | Tetsurō Araki                 | 28 de abril de 2022     | 100m     | Historia original.                                                                            | [ 38 ] |
| 2023 | Spy x Family Movie: Code: White                       | Takashi Katagiri              | 22 de diciembre de 2023 | 120m     | Coproducción junto a CloverWorks.                                                             | [ 39 ] |

### OVAs
| Año  | Título                                | Director(es)                  | Fecha de primera transmisión | Fecha de última transmisión | Eps. | Notas                                                                                  | Refs.  |
| ---- | ------------------------------------- | ----------------------------- | ---------------------------- | --------------------------- | ---- | -------------------------------------------------------------------------------------- | ------ |
| 2013 | Shingeki no Kyojin: OVA               | Tetsurō Araki                 | 9 de diciembre de 2013       | 8 de agosto de 2014         | 3    | Adaptación del manga escrito e ilustrado por Hajime Isayama.                           |        |
| 2014 | Shingeki no Kyojin: Kuinaki Sentaku   | Tetsurō Araki                 | 9 de diciembre de 2014       | 9 de abril de 2015          | 2    | Adaptación del manga escrito e ilustrado por Hajime Isayama.                           | [ 40 ] |
| 2015 | Hōzuki no Reitetsu                    | Hiro Kaburaki                 | 23 de febrero de 2015        | 23 de marzo de 2017         | 4    | OVAs incluidas con las ediciones limitadas de los volúmenes 17, 18, 19 y 24 del manga. |        |
| 2016 | Owari no Seraph                       | Daisuke Tokudo                | 2 de mayo de 2016            | 2 de mayo de 2016           | 1    | OVA incluida en el volumen 11 del manga.                                               |        |
| 2016 | Mahō Tsukai no Yome: Hoshi Matsu Hito | Norihiro Naganuma             | 10 de septiembre de 2016     | 9 de septiembre de 2017     | 3    | Adaptación del manga escrito e ilustrado por Kore Yamazaki.                            |        |
| 2017 | Shingeki no Kyojin: Lost Girls        | Tetsurō Araki Masashi Koizuka | 8 de diciembre de 2017       | 9 de agosto de 2018         | 3    | Adaptación de la novela ligera escrita por Hiroshi Seko.                               |        |
| 2019 | Totsukuni no Shōjo                    | Yūtarō Kubo Satomi Tani       | 10 de septiembre de 2019     | 10 de septiembre de 2019    | 1    | Adaptación del manga escrito e ilustrado por Nagabe.                                   | [ 41 ] |

### ONAs
| Año  | Título                           | Director(es)      | Fecha de primera transmisión | Fecha de última transmisión | Eps. | Notas                                                                                      | Refs.         |
| ---- | -------------------------------- | ----------------- | ---------------------------- | --------------------------- | ---- | ------------------------------------------------------------------------------------------ | ------------- |
| 2016 | Star Fox Zero: The Battle Begins | Kyoji Asano       | 20 de abril de 2016          | 20 de abril de 2016         | 1    | Basada en el videojuego desarrollado por Nintendo.                                         |               |
| 2019 | Mahō Tsukai no Yome: Gakuin-hen  | Norihiro Naganuma | 10 de marzo de 2019          | 10 de marzo de 2019         | 1    | Adaptación del manga escrito e ilustrado por Kore Yamazaki.                                |               |
| 2020 | Great Pretender                  | Hiro Kaburagi     | 8 de julio de 2020           | 16 de diciembre de 2020     | 23   | Historia original.                                                                         | [ 42 ]        |
| 2022 | Vampire in the Garden            | Ryōtarō Makihara  | 16 de mayo de 2022           | 16 de mayo de 2022          | 5    | Serie de anime original de Netflix                                                         | [ 43 ]        |
| 2022 | Pokémon: Nieves de Hisui         | Ken Yamamoto      | 18 de mayo de 2022           | 22 de junio de 2022         | 3    | Basada en el videojuego Leyendas Pokémon: Arceus                                           | [ 44 ]        |
| 2023 | Colors                           | Tetsurō Araki     | 24 de marzo de 2023          | 24 de marzo de 2023         | 1    | Parte del proyecto de celebración del décimo aniversario de Music Films de TOHO animation. | [ 45 ]        |
| 2023 | Pokémon: vientos de Paldea       | Ryōhei Takeshita  | 6 de septiembre de 2023      | 13 de diciembre de 2023     | 4    | Basada en los videojuegos Pokémon escarlata y Pokémon púrpura                              | [ 46 ]        |
| 2024 | Great Pretender: Razbliuto       | Hiro Kaburagi     | 23 de febrero de 2024        | 23 de febrero de 2024       | 1    | Secuela de Great Pretender.                                                                | [ 47 ]        |
| 2024 | Grimm Kumikyoku                  | Varios            | 17 de abril de 2024          | 17 de abril de 2024         | 6    | Serie de anime original de Netflix                                                         | [ 48 ] [ 49 ] |
| 2025 | Moonrise                         | Masashi Koizuka   | 10 de abril de 2025          | 10 de abril de 2025         | 18   | Serie de anime original de Netflix                                                         | [ 50 ] [ 51 ] |
| 2025 | My Melody & Kuromi               | Tomoki Misato     | 24 de julio de 2025          | —                           | —    | Basada en los personajes titulares de Sanrio.                                              | [ 52 ]        |
| —    | The One Piece                    | Masashi Koizuka   | —                            | —                           | —    | Remake de la adaptación animada del manga One Piece de Eiichiro Oda.                       | [ 53 ] [ 54 ] |

### Videojuegos
| Año  | Título                                        | Editor           | Formato             | Notas                            |
| ---- | --------------------------------------------- | ---------------- | ------------------- | -------------------------------- |
| 2017 | Tales of the Rays                             | Bandai Namco     | Juego para móviles  | Animación de apertura/Cinemática |
| 2018 | Kōtetsujō no Kabaneri -Ran- Hajimaru Michiato | DMM Games        | Juego para móviles  | Animación de apertura            |
| 2018 | BlazBlue: Cross Tag Battle                    | Arc System Works | Juego para consolas | Animación de apertura            |
| 2018 | Princess Connect! Re:Dive                     | Cygames          | Juego para móviles  | Animación de apertura/Cinemática |
| 2024 | Persona 3 Reload                              | Atlus            | Juego para consolas | Animación de apertura/Cinemática |

### Videos musicales
| Año  | Título                    | Artista                  | Director(es)  | Refs.  |
| ---- | ------------------------- | ------------------------ | ------------- | ------ |
| 2019 | "We're Still Underground" | Eve                      | Nobutaka Yoda | [ 55 ] |
| 2019 | "This World to You"       | Eve                      | Nobutaka Yoda | [ 56 ] |
| 2020 | Blue: Line Step Brush     | Under Graph              | Kengo Saitō   | [ 57 ] |
| 2020 | Sakugasaku                | Uchikubi Gokumon Dōkōkai | Kyōji Asano   | [ 58 ] |